# Maja Gunn
Maja Margita Gunn, är en svensk designer, konstnär curator, professor och forskare.
Maja Gunn är uppvuxen i Ludvika och verksam i Stockholm. Hon arbetar med konst, konsthantverk, mode samt med kostym för teater och film. Hon är professor på HDK-Valand, Göteborgs universitet. Maja Gunn är doktor i modedesign från Textilhögskolan. Gunn är utbildad på bland annat Ålsta folkhögskola och har en MFA från Konstfack och magisterexamen i modevetenskap från Stockholms universitet. Hon är lärare och forskare inom textil och mode vid Högskolan i Borås med inriktning mot "kläder, queer och genusidentitet".
Maja Gunn har arbetat för H&M, Marc Jacobs och Diane von Furstenberg. Hon har producerat mer experimentella kläder under eget namn. Hon har varit kostymtecknare för dans, tv, teater och film. 

Väska av Maja Gunn

Maja Gunn har som konstnär medverkat i utställningar på Liljevalchs,  Nationalmuseum, Dunkers kulturhus, Textilmuseet i Borås, Röhsska museet, Stockholms tunnelbana, Livrustkammaren och Arkitekturmuseet.